# Capestang
Capestang este o comună în departamentul Hérault din sudul Franței. În 2009 avea o populație de 3.029 de locuitori.

## Evoluția populației
| An        | 1975  | 1982  | 1990  | 1999  | 2006  | 2009  |
| --------- | ----- | ----- | ----- | ----- | ----- | ----- |
| Populație | 2.548 | 2.675 | 2.903 | 3.007 | 3.010 | 3.029 |